# اسفنج‌های آهکی
اسفنج‌های آهکی نام یک رده از شاخه اسفنج دریایی است.
در اصطلاح طبقه‌بندی جانورشناسی به اسفنج‌های آهکی، آهک‌ویسان (Calcarea یا Calcispongea) گفته می‌شود. آهک‌ویسان رده‌ای از روزنک‌تباران (اسفنج‌های دریایی) دریازی است که استخوان‌بندی آهکی دارند و شامل اسفنج‌هایی می‌شوند که سه نوع مجرای آبی و سوزنه‌های (spicules) سه‌شاخه یا چهارشاخه دارند.
اسفنج‌های آهکی که دارای سوزنه کلسیتی‌ یا دارای دیواره  آهکی فاقد سوزنه هستند. سوزنه‌های آن‌ها غالباً تک‌محوری یا چهارمحوری و عموماً جدا از یکدیگرند. معمولاً یکنوع اندازه از سوزنه‌ها دیده می‌شود.